# 平武郡
平武郡，中国古代的郡。
隋朝大业三年（607年），改龙州为平武郡，治所在江油县（今四川省平武县南坝镇），下辖江油、平武、马盘、方维四县。唐朝武德元年（618年），改平武郡为龙门郡，其年又称西龙门郡，恢复州制，改西龙门郡为龙州，唐玄宗天宝元年（742年），再改龙州为江油郡、灵应郡，唐肃宗乾元元年（758年），恢复州制，改灵应郡为龙州。